# Zywie Corona
La Zywie Corona è una struttura geologica della superficie di Venere.